# Fernand Arnout
Fernand Arnout   (18è districte de París, 8 de desembre de 1899 - 10è districte de París, 30 de gener de 1974) fou un aixecador francès que va competir durant la dècada de 1920.
El 1920 va prendre part en els Jocs Olímpics d'Anvers, on fou cinquè en la prova del pes lleuger, per a aixecadors amb un pes inferior a 67,5 kg, del programa d'halterofília. Vuit anys més tard, als Jocs d'Amsterdam, guanyà la medalla de bronze en la prova del pes lleuger del programa d'halterofília.
En el seu palmarès també destaquen tres rècords del món.